# Храм Успения Пресвятой Богородицы в Путинках
Храм Успения Пресвятой Богородицы в Пути́нках — православный храм в Тверском районе Москвы. Принадлежит к Иверскому благочинию Московской епархии Русской Православной церкви.

## История

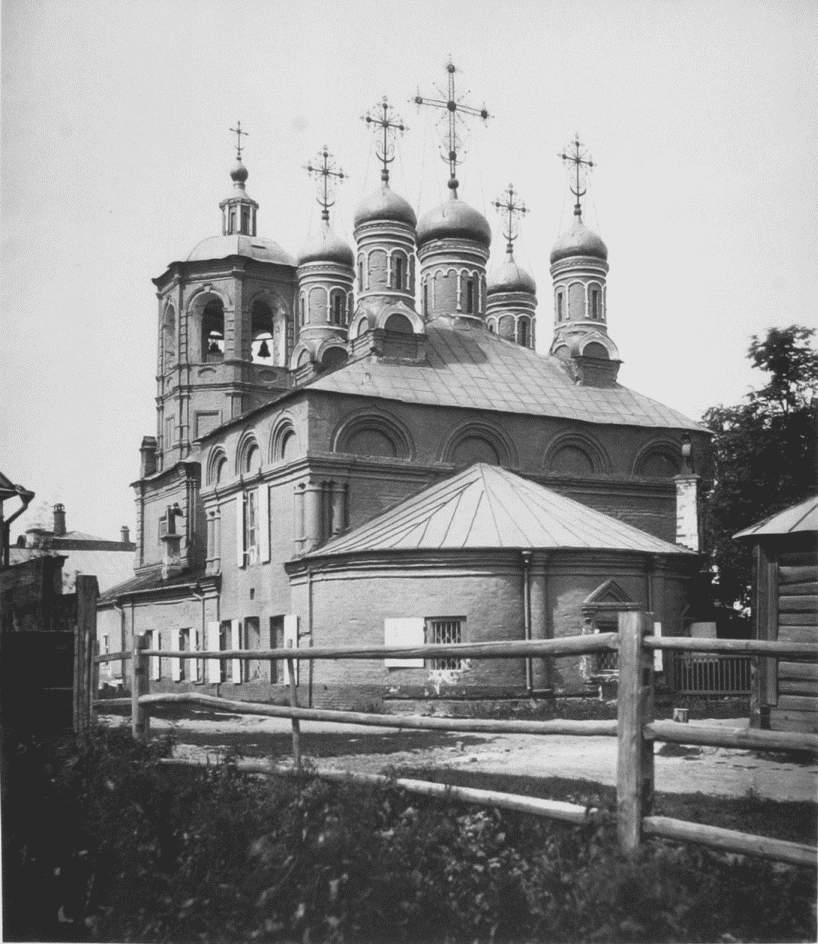
Фото из альбома Н. Найдёнова 1882 года

Деревянная церковь известна с XVI века. Каменную церковь построили в 1670-х годах; предположительно, датой завершения строительства является 1676 год. Трапезную построили одновременно с основным храмом. В 1690 году построили придел во имя Святителя Николая. Колокольню возвели во второй половине XVIII века.
23 апреля 1922 года церковь закрыли, снесли главы, верх колокольни, абсиды, пробили новые двери и окна. В здании сначала расположили жилые квартиры, потом в него перевели швейное производство. В 1990 году в здании бывшего храма расположили производство лекарств.
Богослужения возобновили в 1992 году.

Первым настоятелем храма был назначен протоиерей Глеб Афанасьев (1991), который будучи тяжело больным, подал прошение на имя Святейшего Патриарха с просьбой благословить труды по восстановлению одного из разрушенных московских храмов. Указом Святейшего Патриарха Московского и Всея Руси Алексия II был назначен настоятелем во вновь открывшийся храм Успения Пресвятой Богородицы в Путинках, который успел восстановить перед самой смертью (кресты на купола ставили на 40-й день после его смерти).

## Престолы

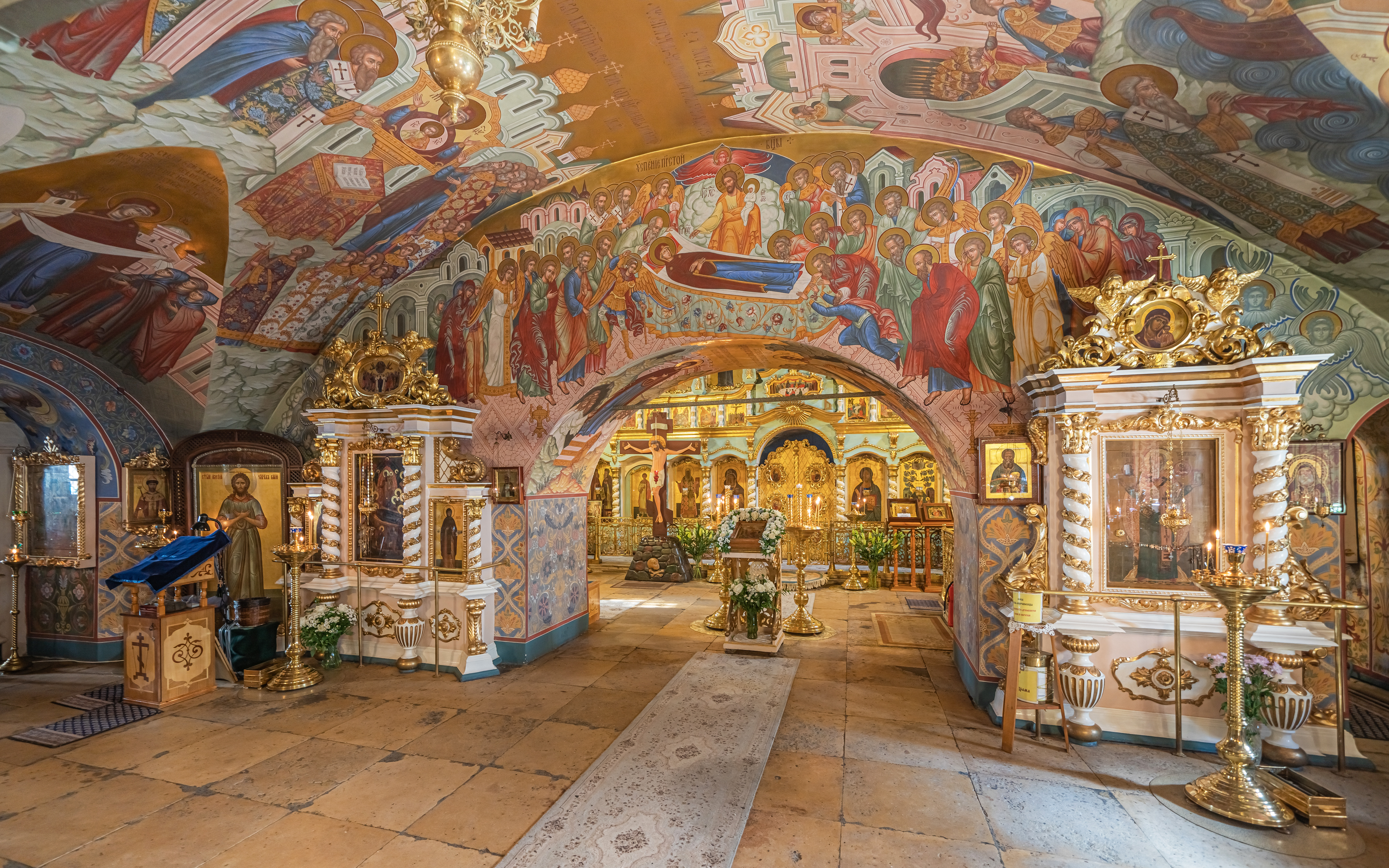
Интерьер церкви

- Успения Пресвятой Богородицы
- Преподобного Сергия Радонежского

## Духовенство
- Настоятель храма — протоиерей Алексий Гомонов
- Священник Геннадий Лапшин
- Священник Виктор Соловьев
- Диакон Павел Стороженко[3]